# 乌斯马站
乌斯马站是拉脱维亚文茨皮尔斯-图库姆斯铁路线上的一个火车站，车站建于1920年，附近的居民点是乌斯马斯斯塔茨亚村。